# Le Maître et Marguerite
Pour les articles homonymes, voir Le Maître et Marguerite (homonymie).
Le Maître et Marguerite (en russe : Мастер и Маргарита) est un roman écrit par l'écrivain soviétique Mikhaïl Boulgakov entre 1927 et 1940 puis achevé après sa mort par son épouse Elena Sergeevna Boulgakova. À la fois histoire d'amour, critique politique et sociale, comédie burlesque et conte fantastique, il est considéré comme l'une des œuvres majeures de la littérature russe du XXe siècle.

## Rédaction
Boulgakov entreprend la rédaction de son roman dès 1928. Il détruit une première version de l'ouvrage (en la brûlant dans un poêle) en mars 1930 après avoir été averti que les autorités avaient interdit sa pièce La Cabale des dévots. Il revient à ce roman en 1931 et termine un second manuscrit en 1936, qui contient d'ores et déjà tous les principaux épisodes de l'œuvre finale. La troisième version est achevée en 1937. Boulgakov ne cesse de peaufiner une quatrième version avec l'aide de sa femme, jusqu'à ce qu'il soit contraint de s'arrêter quatre semaines avant sa mort en 1940. C'est sa femme, Elena Sergeevna Boulgakova, qui achève son œuvre en 1940 et 1941.
Une version censurée du livre (12 % du texte y sont omis et une part plus grande encore altérée) est d'abord publiée dans le magazine Moscou (no 11, 1966, et no 1, 1967). Le texte des parties mises à l'écart ou modifiées paraît clandestinement (publication dite en samizdat), accompagné des indications nécessaires pour le resituer. En 1967, la maison d'édition Posev (sise à Francfort) édite une version complétée grâce à ces extraits. En Union soviétique, la première édition complète, préparée par les soins d'Anna Saakyants et fondée sur la version datant de début 1940, paraît dans Khoudojestvennaïa Literatoura en 1973. Cette édition est demeurée celle de référence jusqu'en 1989, date de la dernière édition établie par la littératrice Lidiya Yanovskaïa sur la base de tous les manuscrits existants.

## Personnages
De nombreux personnages sont présents tout au long de l'ouvrage. Les patronymes principaux, leurs pseudonymes :
- Mikhaïl Alexandrovitch Berlioz, président du Massolit, Micha[6].
- Ivan Nikolaïevitch Ponyriev, pseudonyme Biezdomny[7] ou « Sans-Logis ».
- « Le professeur », spécialiste de magie noire, étranger qui présentant sa carte de visite, son passeport se dit historien. Son patronyme commence par la lettre W[8].
- Ponce Pilate, Ve Procurateur de Judée[9].
- Yeshoua Ha Nozri[10].
- Le centurion Marcus, pseudonyme « Mort-aux-Rats »[11].
- Matthieu Lévi, collecteur d'impôts[12].
- Joseph Caïphe, le président du sanhédrin, le grand prêtre de Judée[13].
- le sort de 3 brigands est évoqué : Dismas, Hestas, et Bar-Rabbas[14].
- « Le chat », Béhémot[15]
- Chapitre V : Bien des membres du Massolit sont présents à la « Maison de Griboïedov » dont Archibald Archibaldovitch[16], Geldybine, adjoint du défunt Berlioz[17], le poète Rioukhine et le portier Pantaleon[18].
- Dr Stravinski, psychiatre[19].
- Stepan Bogdanovitch Likhodieïev, directeur du théâtre des Variétés[20].
- Woland, professeur de magie noire (voir p. 28)[21].
- Grigori Danilovitch Rimski, administrateur financier du théâtre des Variétés[22].
- Azazello, petit costaud roux[23].
- Koroviev, se présente comme l'interprète de Woland. pseudonyme : Fagot[24].
- Chapitre IX : Nicanor Ivanovitch Bossoï, président de l'association des locataires de l'immeuble 302bis[25] et d'autres occupants de l'immeuble dont Timothée Kondratievitch Kvastsov[26], Prolejniev le secrétaire.
- Ivan Savelïevitch Varienoukha, administrateur du Théâtre des Variétés[27].
- Georges Bengalski, présentateur au Théâtre des Variétés[28].
- Arcadi Apollonovitch Simpleïanov, président  de la commission pour l'acoustique des théâtres de Moscou[29].
- Le Maître[30],
- Prascovia Fiodorovna[31].
- L'épouse du Maître, Ivanouchka[32].
- Latounski, critique littéraire[33].
- Vassili Stépanovitch Lastotchkine, comptable au Théâtre des Variétés[34].
- Maximilien Andreïevitch Poplavski, oncle du défunt Berlioz, économiste planificateur (Kiev)[35].
- Marguerite Nikolaïevna, amante du Maître[36].
- Natacha, femme de chambre de Marguerite[37].

Dans l'épilogue, l'auteur précise ce qu'il est advenu des personnages secondaires.

## Intrigue
L'intrigue du roman se divise en trois actions entremêlées :

### Première action
L'action principale du livre a lieu dans le Moscou des années 1930, où Satan se manifeste sous l'identité d'un mystérieux magicien nommé Woland, accompagné d'une troupe hétéroclite composée du fantaisiste cabotin Fagotto (ou Fagott), alias Koroviev, du chafouin et bavard chat noir Béhémoth, du tueur Azazello (référence probable au démon Azazel) et de l'impudique sorcière rousse Hella. Ce groupe prend pour cible l'élite littéraire avec son syndicat officiel, le MASSOLIT, son restaurant-QG pour les privilégiés de la nomenklatura (la maison Griboïedov), ses bureaucrates et ses profiteurs, ainsi que les sceptiques et les mécréants.
Le livre débute par une discussion sur l'existence de Dieu, ainsi que sa nature, et la réalité historique de la vie de Jésus. Alors entre le chef de la scène littéraire officielle, Berlioz, athée notoire, et un étranger très distingué (Woland) rencontré dans le parc de l'Étang du Patriarche. Woland prédit à Berlioz qu'il ne se rendra pas à la réunion du MASSOLIT où il est attendu le soir même, et qu'il mourra la tête coupée. De fait, peu après, Berlioz glisse sous un tramway et est décapité. Témoin de toute la scène, le jeune poète Ivan Biezdomny (dont le nom signifie « sans-logis ») tente vainement de poursuivre et capturer Woland, qu'ont rejoint Fagott et un chat noir géant, puis d'avertir les autorités de la nature diabolique du trio, mais ne parvient qu'à se faire jeter dans un asile de fous après avoir fait un véritable scandale dans les rues de la capitale.
À ce point apparaît le personnage du Maître, qui poursuit la rédaction d'un roman sur Ponce Pilate et le Christ, et est amoureux de Marguerite qui l'aime et le soutient. Désespéré, son manuscrit ayant été refusé par les littérateurs en fonction, il le jette au feu avant de se détourner du monde, y compris de Marguerite. Après une période de vagabondage, il se fait interner dans l'hôpital psychiatrique où échouera plus tard Biezdomny (Sans-Logis). Les deux personnages se rencontrent et échangent à propos de leurs vies respectives et de ce qui les a amenés à être internés. Ladite maison de fous joue un rôle d'importance puisque, tout au long du roman, des victimes des farces de la troupe de Satan s'y trouveront enfermées.
La troupe de Woland parvient ensuite, par une série de stratagèmes sournois, à se produire au Théâtre des Variétés. L'affiche du spectacle indique : « Aujourd'hui et chaque jour au Théâtre des Variétés - hors programme - LE PROFESSEUR WOLAND - séances de magie noire - Tous ses secrets révélés ». Ce numéro spectaculaire, qui attirera la foule moscovite, donnera lieu à une immense agitation dans les rues de la capitale. Les billets de dix roubles apparus de manière « magique » durant le show vont se transformer, tantôt en devises étrangères, tantôt en étiquette d'eau minérale ou encore en guêpe, créant de la sorte une tension généralisée chez les habitants (les chauffeurs de taxis étant devenus méfiants et n'acceptant plus de billets de dix roubles).
Au chapitre 18 (« Des visiteurs malchanceux ») arrive l'oncle de Feu Berlioz, l'économiste-planificateur Maximilien Andreïevitch Poplavski, originaire de Kiev. Ce dernier, décrit comme extrêmement intelligent, se rend à Moscou dans l'idée d'hériter de l'appartement de son défunt neveu. Mais, une fois arrivé sur place, il fait la connaissance des acolytes de Woland, qui lui font passer son envie initiale en le menaçant.

### Deuxième action
La deuxième action se situe à Jérusalem, sous le gouvernement du procurateur Ponce Pilate. Il s'agit du récit que Woland fait à Berlioz et qui reproduit des pages du roman du Maître. La narration est donc fragmentée mais peut être reconstituée ainsi : Ponce Pilate rencontre Yeshoua Ha-Nozri et se découvre une affinité avec cet homme et même un besoin spirituel de lui, mais ne s'en résigne pas moins à le livrer à ceux qui veulent sa mort. Le roman du Maître traite ensuite de la nuit vernale de pleine lune où le Christ, après sa condamnation par Pilate, est crucifié à Jérusalem. La fin du roman du Maître traite de Matthieu Lévi, le collecteur d'impôts et disciple unique de Jésus, de sa rencontre avec Ponce Pilate, et de l'assassinat de Yehuda de Carioth — qui avait livré Jésus-Yeshoua — par le conseiller de Pilate, homme encapuchonné que l'on peut soupçonner au fil de la lecture d'être Woland lui-même.

### Troisième action
La troisième action voit le personnage de Marguerite prendre une grande importance (dès le chapitre 19 : « Marguerite »). Alors qu'elle déprime à la suite de l'absence du Maître, Marguerite fait un rêve étrange, et, en se réveillant, a le pressentiment que quelque chose de particulier va lui arriver. Elle sort se balader, croise deux citoyens dans le bus qui évoquent la mystérieuse histoire de la tête coupée de Berlioz qui aurait disparu du cercueil, et s'arrête dans un petit jardin, aux pieds des murs du Kremlin. Azazello apparaît alors par magie sur le banc occupé par Marguerite, et, évoquant une phrase du roman du Maître, parvient à la persuader de s'enduire d'un onguent magique le soir-même en lui faisant miroiter des informations à propos du Maître. Au chapitre 20 (« La crème d'Azazello ») Marguerite suit ces recommandations et à 21h30 précises elle accomplit l'action. Elle se trouve alors rajeunie et débute sa transformation, sous les yeux ébahis de sa servante Natacha. Marguerite, devenue désormais sorcière, s'empare alors d'un balai qui a pris vie et s'élance de sa fenêtre pour voler dans Moscou (chapitre 21 : « Dans les airs »).
Alors qu'elle apprend à voler et à contrôler ses passions débridées — non sans se venger avec violence des bureaucrates qui ont condamné son amant au désespoir (dont Latounski, qui verra son appartement être détruit par la rage de Marguerite) — en entraînant avec elle sa servante Natacha, Marguerite pénètre nue dans le monde de la nuit, survole les forêts noires et les fleuves de la Mère Russie, se baigne et, purifiée, revient à Moscou pour être la reine du grand bal de Satan. Satan donne en effet un bal de minuit, qui coïncide avec la nuit du Vendredi saint. Il fait une offre à Marguerite, qu'elle accepte : devenir une sorcière douée de pouvoirs surnaturels le temps du bal, et servir à Satan de « maîtresse de maison » pour recevoir ses invités. Au chapitre 23 (« Un grand bal chez Satan »), Marguerite accueille les criminels les plus tristement fameux de l'histoire de l'humanité, alors qu'ils se déversent en foule des portes de l'enfer. Elle surmonte l'épreuve — laisser les pires brigands lui embrasser le genou et témoigner à chacun son amour de reine du bal. Le décor est fantastique et Marguerite, qui a été prévenue au préalable par Koroviev et Béhémoth des contraintes de son rôle d'hôte, remplit son devoir malgré la fatigue qui l'assaille petit à petit durant le grand bal. Le point culminant arrive alors, quand Satan (Woland) arrive et capte toute l'attention. Ce dernier fait apparaître la tête coupée de Berlioz, encore vivante (ses yeux s'ouvrent) et la transforme en coupe, dans laquelle il fait boire du sang à Marguerite. Ainsi se termine le grand bal donné par Satan.

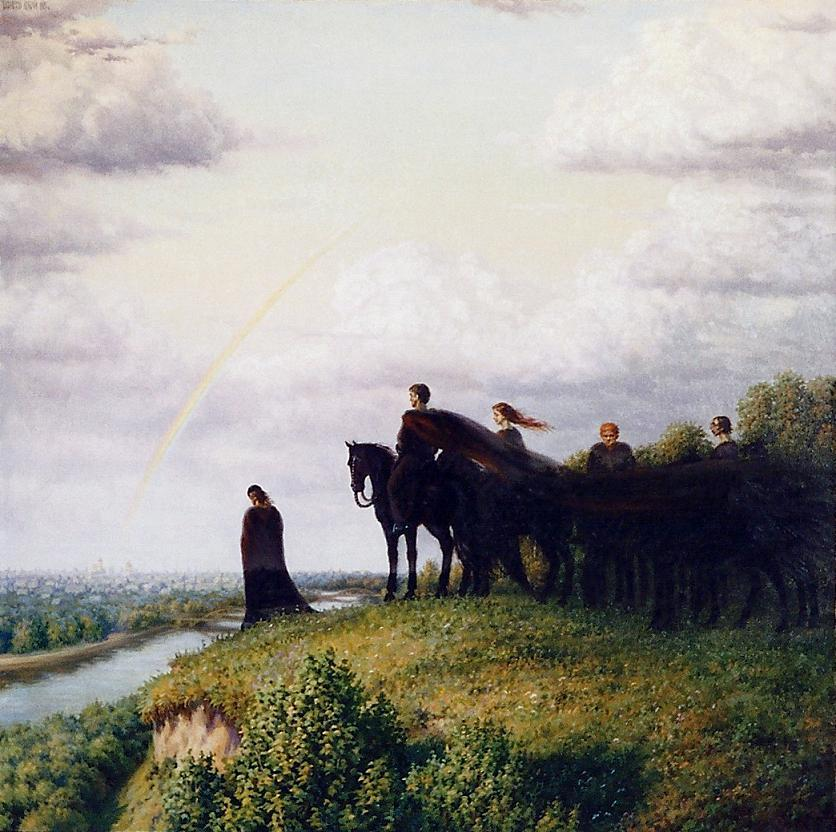
« Adieu à Moscou », scène du chapitre 31.

 Pour la récompenser, Satan lui offre d'exaucer son vœu le plus cher : elle choisit de retrouver son amant le Maître et de vivre avec lui dans la misère et l'amour. Grâce au travail de Fagotto, le Maître sort de l'asile et retrouve une nouvelle vie grâce à la possession de documents administratifs conformes. Néanmoins, ni Satan ni Dieu ne jugent ce genre d'existence digne d'eux, et le couple est empoisonné par Azazello. Étant morts, les deux protagonistes sont libres de suivre Woland et quittent Moscou avec lui, alors que ses fenêtres et ses coupoles se consument dans le soleil couchant du dimanche de Pâques. L'avant-dernière scène est celle de la libération de Ponce Pilate, qui attendait depuis 2 000 ans de pouvoir rejoindre Yeshoua.
C'est vers la fin du texte que les trois actions du livre se rencontrent, puisque l'on retrouve les personnages initiaux, la fin du récit par le Maître de l'histoire de Ponce Pilate, et l'événement majeur qu'est le bal.

## Analyse
Cette imbrication des intrigues est d'autant plus poussée que le texte contient son propre commentaire sur le déroulement de l'action, et que la « mise en abyme » du roman écrit par le Maître joue un rôle essentiel dans la structure de l'ensemble. Le Maître recrée dans son roman l'histoire du jugement de Yeshoua, tandis que Satan fait le lien entre les deux époques. Dans la dernière partie du livre, Matthieu Lévi vient annoncer à Satan que Yeshoua a lu le roman du Maître, et qu'il lui demande d'accorder le repos éternel à ce dernier (chapitre 29 : « Où le sort du Maître et de Marguerite est décidé »).
On peut faire différentes lectures de l'œuvre : roman d'humour, allégorie philosophique ou socio-politique, satire du système soviétique, ou encore de la vanité de la vie moderne en général... Le roman est aussi un roman d'initiation dont Ivan est le personnage principal. Ce roman est, enfin, dans le contexte de la Russie soviétique, un manifeste pour la liberté des artistes et contre le conformisme.
Le roman a fortement subi l'influence du Faust de Goethe et les thèmes de la lâcheté, de la trahison, de l'ouverture d'esprit et de la curiosité, ainsi que de la rédemption tiennent une place prépondérante. L'influence de Gogol est également sensible « depuis des emprunts de détail surtout illustratifs jusqu’à la composition générale ». Par exemple, les éléments fantastiques rappellent certaines nouvelles des Soirées du hameau ou Le Nez, tandis que l'alternance de séquences narratives au style fortement contrasté rappelle la structure des Âmes mortes.
L'interaction des éléments et des forces naturelles, tels que le feu, l'eau et la destruction, est un élément essentiel du roman, auquel il convient d'ajouter les puissants contrastes entre la clarté et les ténèbres, le bruit et le silence, le soleil et la lune, les orages et la tranquillité.
Boulgakov recourt à des tons très variés suivant les parties. Les chapitres situés à Moscou ont un rythme allègre, presque farcesque, tandis que ceux où l'action se tient à Jérusalem sont écrits dans un style de réalisme sévère. De plus, il faut remarquer le parallèle complexe entre Jérusalem et Moscou tout au long du roman. Jean Bonamour identifie Staline à Tibère: bien qu'ils ne participent pas directement à l'intrigue, l'empreinte de ces deux autocrates est omniprésente. À la différence de Tibère, Staline n'est jamais nommé dans le texte pour des raisons évidentes d'autocensure, mais son « empreinte en creux » n'en est pas moins fortement perçue à travers la parodie. Même si 1900 ans séparent les deux époques, les moyens de survivre à la tyrannie n'ont guère changé, en particulier le recours à la dénonciation et au reniement. Selon Georges Nivat, le dialogue de Matthieu Lévi avec Ponce Pilate (Chapitre 26 : « L'enterrement »)  correspond au dialogue du Maître avec ses contemporains.
Le Maître et Marguerite est un roman qui interroge en premier lieu le sens de la morale. Le choix d'aborder ce sujet en dissertant sur les preuves de l'existence de Dieu et en romançant la fin de la vie de Jésus était doublement provocateur alors que le régime stalinien imposait l'athéisme dans un pays où la tradition orthodoxe était particulièrement réfractaire « à toute tentative de désacralisation ». Tandis que la tradition chrétienne délimite sans peine les domaines du bien et du mal, Boulgakov met en question la pertinence d'une telle distinction à travers les deux personnages « miroirs » du Maître et de Pilate. La mort du Christ est la base de cette réflexion : Jésus est condamné à mort par le Sanhédrin alors qu'il n'est pas un criminel. Dieu accepte la mort injuste de son fils dans le but de laver les péchés humains : on trouve ici le cœur du problème posé par Boulgakov. Dieu est dès lors indirectement responsable d'une injustice, la mort d'un innocent. C'est tout le problème qui se pose à Pilate : quel est le sens moral de la mort du Christ puisqu'il y a inversion des critères moraux traditionnels ? Cette question du bien et du mal hante dans Le Maître et Marguerite un Pilate séduit par la personnalité de Jésus et horrifié par sa mort. Dès lors, la morale perd de son évidence et tourmente à la fois Pilate et le Maître qui fait à son tour cette découverte lors de la rédaction de son ouvrage sur le procurateur de Judée. Le Maître perd la raison, de ne plus pouvoir distinguer aussi facilement que le reste des hommes le bien et le mal.
Parallèlement, l'arrivée de Satan à Moscou tend à confirmer ce brouillage du sens moral : « Je suis celui qui veut éternellement le mal mais toujours fait le bien » (épigraphe tirée du Faust de Goethe). Ce personnage, ainsi que ses acolytes burlesques, n'est pas réellement doté des attributs moraux du Diable. Il sème certes dans son sillage folie et destruction mais le tableau qu'en fait Boulgakov est beaucoup plus nuancé. Il y a déjà la sympathie évidente que ce personnage inspire à certains lecteurs, loin des clichés habituellement attribués au Diable ; mais, surtout, Satan agit dans un contexte bien particulier, celui de l'URSS des années 1930. Il distille l'humour et la fantaisie dans un monde austère et triste, il introduit l'irrationnel et le mystique dans une société rongée par un rationalisme absurde et un athéisme forcé, il lutte contre l'abêtissement général, le nivellement culturel et la stagnation intellectuelle. En un sens, Satan est un opposant au régime totalitaire stalinien et à ses conséquences sur la société soviétique. On retrouve alors ici la première problématique de la confusion de la morale : Satan est-il réellement l'incarnation du mal dans l'URSS stalinienne ? Le Malin rime dans Le Maître et Marguerite avec humour, créativité, fantaisie, vie débridée, amour et lutte contre les méfaits de la censure, de la méfiance et du contrôle. Il amène le chaos à la manière de Nietzsche : avec la passion de la vie et de la création.
Satan se fait passer pour le professeur Woland, expert en magie noire, qui promet de révéler ses secrets lors d'un spectacle donné au théâtre des Variétés (Chapitre 12 : « La magie noire et ses secrets révélés »). Cette représentation théâtrale est le moyen de dénoncer le caractère factice de la société moscovite muselée par le stalinisme. La métaphore théâtrale est poursuivie dans « Le songe de Nicanor Ivanovitch » (Chapitre 15), où ce dernier, interné en asile psychiatrique après avoir été accusé de détention de devises étrangères, rêve qu'il doit monter sur la scène d'un théâtre pour une parodie de procès.
Les victimes des facéties de Satan « ont le trait commun de n'être pas pitoyables », et Nicanor Ivanovitch, décrit comme un être cupide et concupiscent, ne fait pas exception à la règle. En tant que président de l’association des locataires d’un immeuble, il se situe au bas de l'échelle des détenteurs de l'autorité bureaucratique que fustige Boulgakov. Ce n'est pas seulement le système soviétique que conteste l'auteur, mais toute forme de pouvoir autoritaire, y compris le pouvoir religieux.

## Influence
Le Maître et Marguerite a inspiré de nombreux auteurs et musiciens.
- Le roman Les Versets sataniques de Salman Rushdie en est une illustration[48].
- The Rolling Stones ont également affirmé que ce roman était la clef de leur chanson Sympathy for the Devil ainsi que de Gimme shelter [49].
- Pour la chanson Pilate de leur album Yield, le groupe grunge Pearl Jam a été influencé par la confrontation entre Jésus et Ponce Pilate que met en scène le roman[50].
- La chanson de Franz Ferdinand Love and Destroy est tirée de la scène où Marguerite survole Moscou en chemin vers le bal de Satan[51].
- Le groupe canadien The Tea Party fut inspiré par le roman pour leur chanson The Master and Margarita.
- Le compositeur allemand York Höller composa l'opéra Der Meister und Margarita qui fut créé en 1989 à l'Opéra de Paris.
- On retrouve également dans la bande dessinée Zéro absolu de Christophe Bec et Richard Marazano l'influence du roman Le Maître et Marguerite, où les protagonistes se font posséder par une Bête dans une histoire très complexe, à l'image du livre pourrait-on dire[52].
- Certains morceaux du groupe de heavy metal Aria font implicitement référence au roman, comme Diavolskii Bal (Le bal du Diable)[53].
- Le groupe de rock expérimental français Yolk fait directement référence à l'ouvrage dans le morceau Le Bal de Marguerite. Cette musique évoque à la fois l'aspect processionnel du bal et la folle chevauchée aérienne de Marguerite.
- Le groupe de metal progressif russe Azazello a choisi ce nom en référence à un personnage du roman[réf. nécessaire].
- C'est le roman favori des membres du groupe[Lesquels ?] de rock/new wave écossais Simple Minds[réf. nécessaire].
- Le groupe français ECHO s'en est inspiré pour la chanson Entre les Lignes où on trouve quelques citations de ce roman.
- Le poète russe Nikolaï Prorokov qui a habité - dans les années 1960 - dans le sous-sol du Maître.

## Adaptations

### Cinéma
- 1970 : Le metteur en scène finlandais Seppo Nyyrö Wallin a réalisé le film Pilatus pour la chaîne de télévision finlandaise, basé sur les scènes bibliques du roman[54],[55].
- 1971 : Le metteur en scène polonais Andrzej Wajda a réalisé le film Pilatus und Andere pour la chaîne de télévision allemande ZDF, basé sur les scènes bibliques du roman[56],[57].
- 1972 : Le metteur en scène serbe Aleksandar Petrović a réalisé la production italo-yougoslave Il Maestro e Margherita. Inspiré du roman, la différence principale est que le maître dans le film a un nom réel (Nikolaï Afanasijevitch Maksoudov), tandis que dans le livre original, il reste intentionnellement anonyme[58],[59].
- 1990 : Le metteur en scène hongrois Andras Szirtes a réalisé le film Forradalom után (Après la révolution)[60],[61].
- 1991 : Le metteur en scène tchèque Oldřich Daněk a réalisé le film Pilát Pontský, onoho dne (Une journée dans la vie de Ponce Pilate). Le film a été commandé par la télévision tchèque et raconte seulement l'histoire biblique du Maître et Marguerite[62],[63].
- 1992 : Le metteur en scène britannique Paul Bryers a réalisé le film Incident in Judaea pour la chaîne de télévision britannique Channel 4, basé sur les scènes bibliques du roman, avec des acteurs comme John Woodvine, Mark Rylance, Lee Montague and Jim Carter[64],[65].
- 1994 : Le metteur en scène russe Iouri Kara a réalisé le film Master i Margarita. Bien que beaucoup d’acteurs russes connus fussent présents (dont Mikhaïl Oulianov), et que la bande sonore ait été composée par le célèbre compositeur russe Alfred Schnittke, le film n’a pu être distribué pendant 17 ans. C'est seulement en mars 2011 que le film a été présenté pour la première fois dans les cinémas russes[66],[67].
- 1996 : Le metteur en scène russe Sergueï Desnitski et son épouse, l'actrice Vera Desnitskaïa ont réalisé le film Master i Margarita. Ils ont été déçus par les réactions des médias russes, et ont décidé que le film ne serait jamais montré[68].
- 2005 : Le metteur en scène hongrois Ibolya Fekete a réalisé un film de 26 minutes, intitulé A Mester és Margarita. Ce film, avec quelques célèbres acteurs russes et hongrois comme Sergueï Grekov, Grigori Lifanov et Regina Miannik, a été diffusé par MTV Premier le 5 octobre 2005[69],[70].
- 2008 : Le metteur en scène italien Giovanni Brancali a réalisé le film Il Maestro e Margherita. L’histoire n’était pas située dans la ville de Moscou dans les années 1930, mais à Florence à l'époque contemporaine[71].
- 2013 : Le producteur américain Scott Steindorff avait préparé le film The Master and Margarita. De nombreux noms de réalisateurs et d'acteurs possibles ont été évoqués, en particulier dans la presse russe. Caroline Thompson (La Famille Addams, Edward aux mains d'argent, Black Beauty), avait écrit le scénario. En 2017, Steindorff a annoncé qu'il avait arrêté le projet. Peu après, l'agence de presse russe TASS annonça que les droits d’auteur pour fimer Le maître et Marguerite ont été attribués à Svetlana Migunova-Dali, copropriétaire de la maison de production Logos Film Company à Moscou, et Grace Loh, qui est le chef de la société de production New Crime Productions à Hollywood[72].
- 2018 : Le réalisateur russe Nikolaï Lebedev prépare film Master i Margarita. Il a écrit le scénario lui-même et commencera à tourner le film avec un budget de 800 millions de roubles (10,5 millions d'euros) en avril 2019. On suppose que le film sortira en décembre 2020[73].
- 2024: C'est le réalisateur américain Mikhaïl Lokchine qui a pris la suite de Nikolaï Lebedev et a réalisé le film Le Maître et Marguerite (Мастер и Маргарита). Le tournage a eu lieu en 2021 à Moscou, Saint-Pétersbourg et Malte. Plusieurs fois retardée, la sortie a eu lieu en Russie le 25 janvier 2024[74]. Hors de Russie, une première projection a eu lieu en présence du réalisateur au MacMillan Center de l'Université Yale le 6 mars 2024[75].

### Séries télévisées
- 1990 : Le metteur en scène polonais Maciej Wojtyszko a réalisé la série télévisée Mistrz i Malgorzata. Cette série a été diffusée par la chaîne Telewizja Polska en mars 1990[76],[77].
- 1989 : Le metteur en scène russe Aleksandre Dzekoune a adapté sa pièce de théâtre Master i Margarita pour la télévision. Comme le suggère le sous-titre - Chapitres du roman - le film ne couvre pas l'ensemble du roman. Seuls 21 chapitres ont été adaptés dans une mini-série[78].
- 2005 : Le metteur en scène russe Vladimir Bortko a réalisé Master i Margarita (Le Maître et Marguerite), une série télévisée en dix épisodes incluant les acteurs Oleg Basilachvili, Vladislav Galkine, Kirill Lavrov ou encore Aleksandr Abdulov. La bande sonore a été composée par Igor Korneliouk[79],[80].

### Dessins animés
- 2002 : Les animateurs français Clément Charmet et Elisabeth Klimoff ont réalisé une animation des premier et troisième chapitres du Maître et Marguerite tirée du roman graphique de Jean-François Desserre[81].
- 2010 : Le réalisateur israélien Terentij Oslyabya a réalisé un dessin animé The master and Margarita, chapter 1. Son film suit littéralement chaque mot du roman[82],[83].
- 2012 : Le réalisateur de dessins animés Rinat Timerkaev avait préparé le long métrage d'animation Master i Margarita. Sur son blog[84], Timerkaev tenait ses suiveurs régulièrement informés de l'avancement de ses plans, mais en décembre 2015, le cinéaste a informé ses lecteurs qu'il a décidé d'arrêter d'essayer : « Бизнес по-российски, блин!» ou «Les affaires à la russe, merde !» a-t-il écrit[85].
- 2015 : La réalisatrice de dessins animés Katariina Lillqvist prépare le long métrage d'animation Mistr a Markétka, une coproduction finno-tchèque. Une bande-annonce de 5 minutes a été diffusée le 2 juin 2015 au Festival de cinéma de Zlín en République tchèque[86].
- 2017 : Le réalisateur de dessins animés Alexander Golberg Jero prépare le long métrage d'animation Master i Margarita. L'entrepreneur des médias et coproducteur du film Matthew Helderman, PDG de BondIt Media Capital, est responsable du financement[87].

Beaucoup d'étudiants d'écoles d'art ont été inspirés par Le Maître et Marguerite pour faire des courts métrages d'animation. Une liste complète est disponible sur le site-web Master & Margarita.

### Bandes dessinées et romans graphiques
- 1998 : Le roman a été adapté pour un roman graphique par le dessinateur russe Rodion Tanaïev[89].
- 2002 : Le roman a été adapté pour un roman graphique par le dessinateur français Jean-François Desserre[90].
- 2005 : Le roman a été adapté pour un roman graphique par les dessinateurs russes Askold Akishine et Misha Zaslavsky[91].
- 2008 : Le roman a été adapté pour un roman graphique par les dessinateurs Andrzej Klimowski et Danusia Schejbal[92].
- 2013 : L'auteure franco-autrichienne de bandes dessinées Bettina Egger a raconté l'histoire de Mikhaïl Boulgakov et Le Maître et Marguerite dans son roman graphique Moscou endiablé, sur les traces de Maître et Marguerite . Elle entremêle l'histoire du Maître et Marguerite, la biographie de Mikhaïl Boulgakov et sa propre exploration des sources du roman à Moscou[93].
- La bande dessinée Zero Absolu de Bec et Marazano illustre plusieurs scènes du roman, insérées dans un récit de science-fiction.

### Théâtre
De 1971 à 1977, les adaptations théâtrales du Maître et Marguerite furent toutes réalisées en Pologne. Comme elles ne pouvaient pas être intitulées Le Maître et Marguerite, elles ont été mises en scène comme La magie noire et ses secrets révélés (Cracovie, 1971), La magie noire (Katowice, 1973), Avez-vous vu Ponce Pilate? (Wrocław, 1974), et Patients (Wroclaw, 1976)
.

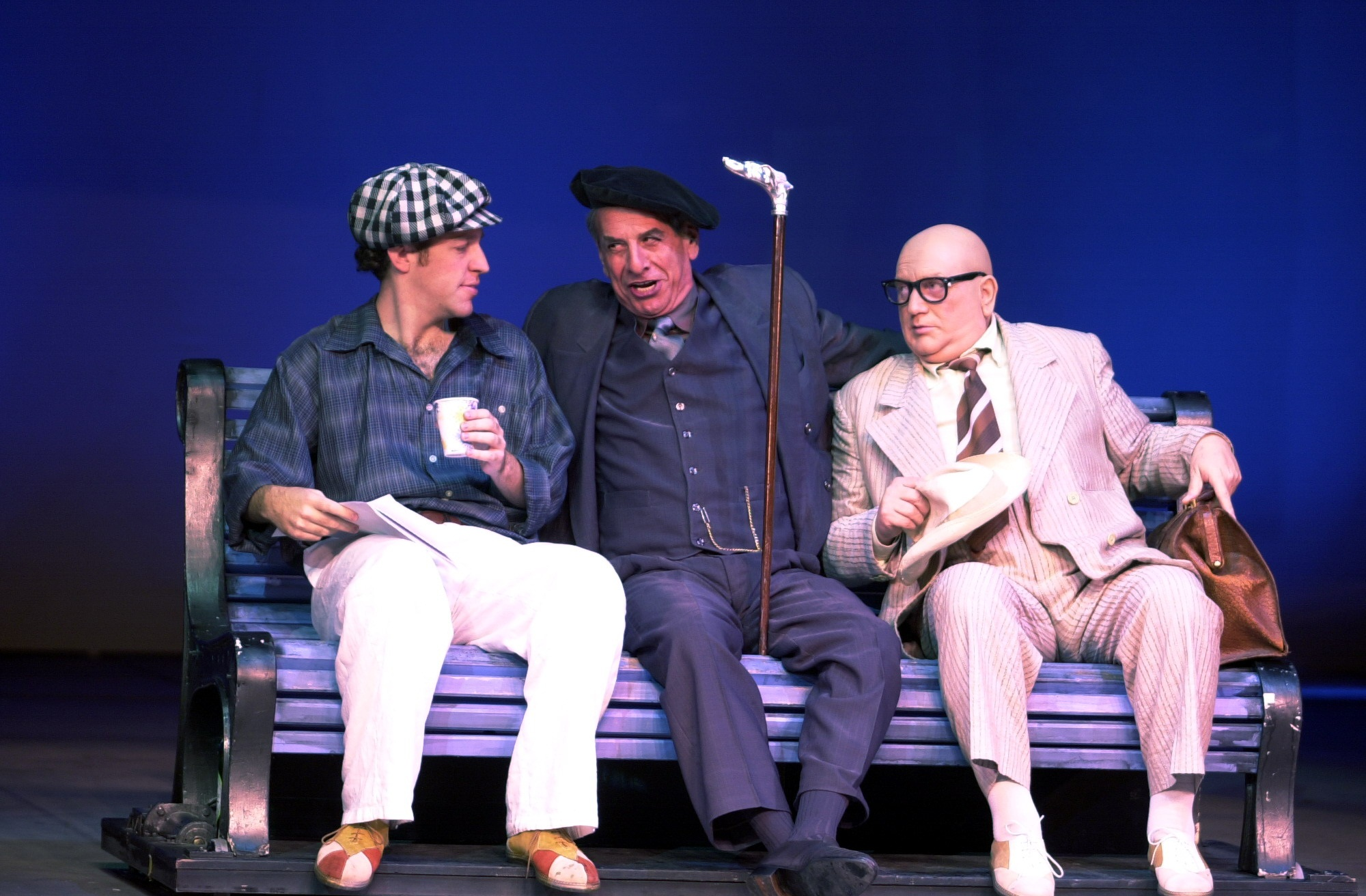
Scène initiale du roman dans une adaptation théâtrale de 2010.

Le roman a été adapté sur scène par plus de 500 compagnies de théâtre dans le monde entier. Une liste complète de toutes les adaptations de théâtre est disponible sur le site-web Le Maître et Marguerite.
En juillet 2012, le metteur en scène britannique Simon McBurney a présenté en ouverture du Festival d'Avignon, dans la cour d'honneur du palais des papes, une adaptation théâtrale de 3h30. Dans le journal Libération, le metteur en scène explique son choix : « À la fin du bal, Marguerite fait un vœu : libérer Frida l’infanticide de son cauchemar. Et son acte de compassion mène à la libération du Maître, même si cela passe par sa mort. Et cela permet aussi de libérer Ponce Pilate de sa culpabilité. Et par la même occasion, cela nous libère de notre façon de penser, nous qui croyons que rien n’existe en dehors de l'économie et ne voyons pas que c’est du totalitarisme. » Pour représenter la séance où Marguerite vole nue dans les rues de Moscou, il utilise la rétroprojection et projette sur les murs du palais des papes des images de la ville de Moscou.
De 2018 à 2019, Igor Mendjisky a mis en scène cette œuvre.

### Musique
Une centaine de compositeurs, chanteurs et auteurs-compositeurs ont été inspirés par Le Maître et Marguerite dans leurs œuvres. Tous ensemble, ils ont produit quelque 250 chansons ou pièces de musique à ce sujet. Une liste complète est disponible sur le site-web Le Maître et Marguerite.

#### Rock 'n Roll
Quelque 25 groupes et artistes rock, parmi lesquels The Rolling Stones, Patti Smith, Franz Ferdinand et Pearl Jam ont été inspirés par le roman pour écrire des chansons à ce sujet.

#### Musique populaire
Quelque 25 groupes et artistes de musique populaire, parmi lesquels Igor Nikolayev, Valery Leontiev, Zsuzsa Koncz, Larisa Dolina et Linda ont été inspirés par le roman pour écrire des chansons à ce sujet. La chanson Margarita de Valery Leontiev a été utilisée pour réaliser le tout premier clip vidéo russe en 1989.

#### Bardes russes
Beaucoup de bardes russes, parmi lesquels Alexander Rosenbaum, ont été inspirés par le roman pour écrire des chansons à ce sujet. Tous ensemble, ils ont fait quelque 200 chansons sur des thèmes et des personnages du Maître et Marguerite.

#### Musique classique
Une dizaine de compositeurs de musique classique, parmi lesquels Dmitri Smirnov et Andreï Petrov ont été inspirés par le roman pour écrire des symphonies et des fantaisies musicales à ce sujet.

#### Opéra et comédies musicales
Une quinzaine de compositeurs, parmi lesquels York Höller, Alexandre Gradski et Sergueï Slonimski ont écrit des opéras et des comédies musicales sur le thème du Maître et Marguerite.

#### Bandes sonores
Trois compositeurs, Ennio Morricone, Alfred Schnittke et Igor Korneliouk ont écrit des bandes sonores pour des films sur Le Maître et Marguerite.

#### Autres genres musicaux
Cinq compositeurs et artistes alternatifs, parmi lesquels Simon Nabatov, ont été inspirés par le roman pour présenter diverses adaptations.

### Roman photo
Une adaptation singulière fut la réalisation d'un roman-photo, par Jean-Daniel Lorieux (2008), à partir d´une idée et du financement d'Evgueny Yakovlev. Isabelle Adjani y incarne Marguerite.

## Traduction française
- Édition originale en français : 1968 chez Robert Laffont, collection Pavillons, traduit du russe par Claude Ligny (avec une introduction de Sergueï Ermolinsky)
- Claude Ligny, révisé par Marianne Gourg, dans Mikhaïl Boulgakov, éd. Robert Laffont, collection « Bouquins », 1993. Édition préfacée par Marianne Gourg et Laure Troubetzkoy  (ISBN 2-221-07398-3).
- Le Maître et Marguerite, texte intégral précédé d'une introduction de Sergueï Ermolinski, traduit du russe par Claude Ligny, éd. Le Grand Livre du mois, 2002  (ISBN 2-7028-6933-5)
- Mikhaïl Boulgakov (trad. du russe par Françoise Flamant, préf. Françoise Flamant), Œuvres, vol. 2 : Le Maître et Marguerite. Théâtre, Paris, Gallimard, coll. « Bibliothèque de la Pléiade » (no 505), 2004, 2017 p. (ISBN 2-07-011389-2)
- Mikhaïl Boulgakov (trad. Claude Ligny, préf. Marianne Gourg), Le Maître et Marguerite, Robert Laffont, coll. « Pocket », 1968, 582 p. (ISBN 9782266134378).
- Mikhaïl Boulgakov (trad. André Markowicz et Françoise Morvan), Le Maître et Marguerite, éd. Inculte, 2020, 556 p.  (ISBN 9782360840694)